# Träumen und Wachen (Bruckner)
Träumen und Wachen,  WAB 87 ist ein weltliches Chorwerk, das Anton Bruckner 1890 anlässlich des 100. Geburtstags von Franz Grillparzer komponierte.

## Geschichte
Bruckner komponierte das Stück am 15. Dezember 1890. Der Text stammt vom Ende des ersten Aktes von Franz Grillparzers Drama Der Traum ein Leben.
Das Stück wurde unter Bruckners Leitung bei der Grillparzerfeier anlässlich des 100. Geburtstages Grillparzers (15. Jänner 1891) vom Wiener Akademischen Gesangverein mit Franz Schaumann (Tenor) im Festsaal der Universität Wien aufgeführt. Bruckner widmete die Komposition seinem Mitbewohner Wilhelm Ritter von Hartel, dem Rektor der Universität Wien.
Das Stück, dessen Originalmanuskript im Archiv des ausübenden Chores aufbewahrt wird (heutiger Name: Universitätssängerschaft Barden zu Wien), wurde 1891 von Theodor Rättig, Wien ohne Bruckners Genehmigung veröffentlicht.
Wegen der aufgetretenen Brummstimmen, überarbeitete Bruckner die Komposition am 4. Februar 1892 leicht. Das Lied ist in Band XXIII/2, Nr. 34 der Gesamtausgabe erschienen.

## Text
Das Werk verwendet einen Text aus dem Ende des ersten Aktes von Grillparzers Drama Der Traum ein Leben:
Schatten sind des Lebens Güter,

Schatten seiner Freuden Schar,

Schatten Worte, Wünsche, Taten;

Die Gedanken nur sind wahr.

Und die Liebe, die du fühlest,

Und das Gute, das du tust,

Und kein Wachen als im Schlafe,

Wenn du einst im Grabe ruhst.

## Musik
Das 75 Takte lange Werk in A-B-A’-Form ist in As-Dur für Männerchor und Tenorsolist besetzt.
Die ersten 24 Takte werden vom Chor gesungen. In Takt 25 (Und die Liebe, die du fühlest) wird der Text in Des-Dur vom Tenorsolist mit Begleitung von Brummstimmen übernommen. Ab Takt 44 (wenn du einst im Grabe ruhst.) wird das Lied vom Chor übernommen. Ab Takt 52 wiederholt der Chor die erste Strophe.

## Diskografie
Es gibt zwei Aufnahmen von Träumen und Wachen:
- Guido Mancusi, Chorus Viennensis, Herbert Lippert (Tenor), Musik, du himmlisches Gebilde! – CD: ORF CD 73, 1995
- Thomas Kerbl, Männerchorvereinigung, Michael Nowak (Tenor) Weltliche Männerchöre – CD: LIVA054, 2012